# ジェリー・コンウェイ
 ジェラルド・フランシス・コンウェイ（Gerard Francis Conway、1952年9月10日 - )は、アメリカ合衆国の漫画家、漫画編集者、脚本家、放送作家、テレビプロデューサー。
マーベル・コミックのパニッシャー、スカーレット・スパイダー（ベン・ライリー）、ミズ・マーベル、ミズ・マーベルの共同制作者で知られる。また、「The Amazing Spider-Man」の長期連載中にストーリーアーク「The Night Gwen Stacy Died」で、グウェン・ステイシーの死を書いたことで知られる。
DCコミックスでは、スーパーヒーローのファイアーストーム、パワーガール、ジェイソン・トッド、ヴィランのキラークロックを共同制作、ジャスティス・リーグの脚本を8年間も書いたことでも有名である。コンウェイは、DCコミックスとマーベルのクロスオーバー作品『Superman vs. the Amazing Spider-Man』の脚本を書いている。

## コンウェイの秘話
ニューヨーク市のブルックリン生まれ。ニューヨーク大学に一時期通っていたことがある。16歳の時にプロの漫画家として1969年9月にDCコミックスで発売された「House of Secrets #81」で、「Aaron Philips' Photo Finish」というホラーストーリーの脚本を作った。
1970年末まで、同シリーズやマーベルの「Chember of Darkness」および「Tower of Shadows」で同じみのアンソロジー作品を販売し続け、その頃には1970年9月に発売されたDCの「All Star Western #1」、1970年10月に発売された「Super DC Giant #S-14」に、たった1ページの短編小説も書いて掲載していた。1970年12月にはDCのハーフ・アンソロジー・オカルトコミック「Phantom Stranger #10」が発売され、コンウェイがその本の中でキャラクターの続編を執筆している。